# Ani*Kuri15
Ani*Kuri15 (japonés ア ニ * ク リ 15), es un proyecto que reúne quince micro-animaciones realizadas por diversos artistas de la industria de la animación japonesa. Su nombre proviene de la abreviación de las palabras "anime" y "creator" (en japonés kurieta ク リ エ ー タ ー). La duración de cada corto es de 1 minuto o inferior. Dicha decisión fue tomada ya que a los episodios fueron pensados para ser retransmitidos durante los cortes publicitarios de la cadena de televisión japonesa NHK, por lo que tampoco tuvieron un horario fijo de retransmisión. La serie fue emitida del 7 de junio de 2007 hasta el 27 de junio de ese mismo año, fue divida en tres temporadas que constan de cinco episodios cada una. Cada micro-animación fue creada por un animador diferente, contando con la colaboración de figuras importantes como Nakazawa Kazuto y de otros ilustradores iniciados recientemente o con menos fama. Los episodios fueron recogidos y subidos en el sitio web oficial de Ani-Kuri 15 en 2008.

## Episodios

### Primera Temporada
- "Ataque al Área Azuma # 2" (Attack of Higashimachi Ni Chome) (Shinji Kimura: Studio 4 °C): Cuenta la historia de una frustrada invasión alienígena a la Tierra.
- "Desde el otro lado de las lágrimas" (Namida no Mukou) (Akemi Hayashi: Gainax): Superación de una ruptura por parte de una chica.
- "El Té Blues Aromático" (Sancha Blues) (Osamu Kobayashi: Madhouse): Muestra la visión abariciosa del propietario de una tienda de CDs.
- "El Hombre de Fuego" (Hyotoko) (Yasufumi Soejima: Gonzo): Un grupo de guerreros nativos atacan un kami gigante en forma de oso.
- "Invasión desde el espacio - El caso de Hiroshi" (Uchujin Raikou Hiroshi no BAAI) (Shojiro Nishimi: Studio 4 °C): Un chico ve interrumpida constantemente la lectura de su manga por culpa de un robot que le molesta.

### Segunda Temporada
- "Proyecto Sirena" (Project Mermaid) (Mamoru Oshii: Production I.G): Un pez se convierte en una sirena que se adentra en una ciudad post-apocalíptica.
- "Yurururu ~ Nichijou Hen ~" (Kazuto Nakazawa: Studio 4 °C): Escenas cotidianas en el día a día de la vida de un dibujante.
- "Gyrospter" (Ranji Murata y Tatsuya Yabuta: Gonzo): Un joven piloto de giroscopio visita un lago y recuerda una batalla de giroscopios y la muerte de un amigo.
- "El Beso de Wandaba" (Wandaba Kiss) (Atsushi Takeuchi: Production I.G): Un chico y su perro inician una complicada máquina de Rube Goldberg para conseguir el beso de una chica.
- "Deportes del Coronel" ( "刺客 來 搜 山 了" Colonel Sports) (Tobira Oda y Yasuyuki Shimizu: Studio 4 °C): Un personaje de cómic del manga de Tobira Oda, Dancho Tomos, es perseguido por su enemigo Paul y decide huir de la montaña para salvar a sus amigos animales.

### Tercera Temporada
- "Una recolección de gatos" (Neko no Shuukai) (Makoto Shinkai: Comix Wave Films): Un gato (Chobi) hace un plan de venganza a su familia que no para de pisarle la cola.
- "La princesa escondida" (Onmitsu Hime) (Mahiro Maeda: Gonzo): Una chica mágica y su robot luchan contra una banda de piratas que atacan su país.
- "Saltiró" (Okkakekko) (Michael Arias: Studio 4 °C): Un grupo de niños juegan por la hierba mientras los persigue un robot gigante.
- "Proyecto Omega" (Project Omega) (Shōji Kawamori: Satelight): La cadena de televisión NHK informa del inminente impacto de un ovni sobre su sede con lo que deciden activar el Proyecto Omega, transformar el edificio en un robot gigante capaz de detener el ovni,
- "Buenos días" (Ohayo) (Satoshi Kon: Madhouse): Nos narra el despertar de una chica.